# Diacantha deusseni
Diacantha deusseni es una especie de insecto coleóptero de la familia Chrysomelidae.
Fue descrita científicamente en 1881 por Ferdinand  Karsch.